# Barry Gray
Barry Gray (18 luglio 1908 – Guernsey, 26 aprile 1984) è stato un compositore inglese di colonne sonore per serie tv.

## Biografia
Conosciuto per le colonne sonore che hanno accompagnato le serie televisive del produttore televisivo e regista Gerry Anderson, oltre a comporre musiche ed a dirigerle per partiture orchestrali, anche lui si interessò all'Ondes Martenot, uno strumento elettronico sviluppato inizialmente da Maurice Martenot, utilizzandolo per produrre suoni musicali non convenzionali come effetti sonori in molte delle sue partiture, in particolare Capitan Scarlet.
La sua esperienza riconosciuta nel settore lo ha portato a produrre musica elettronica ed effetti sonori per film come Fahrenheit 451.

## Stile
La musica di Gray è caratterizzata dall'uso abbondante di ottoni e percussioni, impiegate nelle serie televisive Thunderbirds o Supercar. La sua orchestra comprendeva circa 40 elementi.

## Discografia parziale
- Space Age Nursery Rhymes (Century 21, EP)
- Great Themes from Thunderbirds (Century 21, EP)
- Themes from Captain Scarlet (Century 21, EP)
- No Strings Attached
- Thunderbirds Are Go! (United Artists, LP)
- Thunderbird 6 (MGM, CD)
- Thunderbirds (Silva Screen, CD)
- Captain Scarlet (Silva Screen, CD)
- Space: 1999 (Silva Screen, CD)
- Joe 90 (Silva Screen, CD)
- Supercar/Fireball XL5 (Fanderson, CD)
- UFO (Fanderson, 2xCD)
- Space: 1999, Year 1 (Fanderson, 2XCD)
- 2005 - Sleeping Astronauts (Fanderson, CD)
- 2006 - International Concerto (Fanderson, CD)
- 2011 - Stand By For Adverts (Trunk Records, CD)